# Zbigniew
Zbigniew - es un nombre propio masculino de origen Eslavo, su significado "para disipar cólera".

## Personajes
- Zbigniew Boniek, un futbolista polaco.
- Zbigniew Brzezinski, un politólogo estadounidense nacido en Polonia.
- Zbigniew Chlebowski, un político polaco.
- Zbigniew Jaworowski, un físico polaco, alpinista, y escéptico del calentamiento global.
- Zbigniew Herbert, fue un poeta polaco.
- Zbigniew Namysłowski, un saxofonista alto , flautista , chelista , trombonista , pianista.
- Zbigniew Preisner, un compositor polaco.
- Zbigniew Robert Promiński, un músico, compositor, percusionista , guitarrista.
- Zbigniew Rybczyński, un cineasta polaco.
- Zbigniew Seifert, fue un violinista de jazz polaco.
- Zbigniew Wąsiel, un escultor polaco.